# Front Karelski
Front Karelski (ros. Каре́льский фронт) – związek operacyjno-strategiczny Armii Czerwonej o kompetencjach administracyjnych i operacyjnych na zachodnim terytorium ZSRR, działający podczas wojny z Niemcami w czasie II wojny światowej.

## Formowanie i działania
Utworzony  23 sierpnia 1941 z części rozwiązanego Frontu Północnego.
Rozwinął się na terytorium obecnej Karelii w walce przeciwko wojskom fińskim (Grupy Operacyjne: Maselska i Ołoniec)i niemieckiej 20 Armii Górskiej. W pierwszej połowie 1944 prowadził walki obronne. Wraz z Frontem Leningradzkim przeprowadził operację karelską 1944. W dniach 7–29 października 1944 przeprowadził operację petsamsko-kirkeneską zapoczątkowującą wyparcie wojsk niemieckich z Norwegii.
Rozformowany 15 listopada 1944.

## Dowództwo Frontu
Dowódcy:
- gen. por. (od 28 kwietnia 1943 gen. płk.) Walerian Frołow (23 sierpnia 1941[2] – 21 lutego 1944),
- gen. armii (od 26 października marszałek) Kiriłł Mierieckow.

Szefowie sztabu:
- gen. por. Borys Pigarewicz[3]

## Struktura organizacyjna
Skład w 1944 roku:
- 32 Armia
- 19 Armia
- 26 Armia
- 14 Armia
- 7 Armia Lotnicza

i inne oddziały